# سام سوندرز
سام سوندرز (بالإنجليزية: Sam Saunders)‏ (29 أغسطس 1983 في المملكة المتحدة - ) هو لاعب كرة قدم بريطاني في مركز الوسط. لعب مع كوينز بارك رينجرز ونادي برينتفورد ونادي فولهام وويكمب وندررز وكارشالتون أثلتيك وأشفورد يونايتد ‏ وداغنهام وريدبريدج وويلينج يونايتد.

## وصلات خارجية
- سام سوندرز على موقع قاعدة بيانات كرة القدم.إي يو (الإنجليزية)
- سام سوندرز على موقع Soccerbase.com (لاعب) (الإنجليزية)